# 入場 (名古屋市)
入場（いりば）は、愛知県名古屋市港区の町名。現行行政地名は入場一丁目及び入場二丁目と入場町。住居表示未実施。

## 地理
名古屋市港区の中央部に位置する。東は荒子川を挟んで土古町・港北町と対する。北は小碓二丁目と正保町、西は当知一丁目・当知二丁目、南は善進町・当知町と接する。
主として南部に愛知県住宅供給公社当知東住宅をはじめとした集合住宅や一軒家が多い。一丁目に当知第一公園が設けられている。荒子川沿いには倉庫や資材置き場が並ぶ。北端には東海通、西端には名古屋中環状線が通る

## 歴史
入場町は1948年1月1日に小碓町、当知町、寛政町の各一部により設けられた。町名は、荒子川の柳瀬橋の近くにあった杁（用水路の水門）の辺りを「杁場」と呼んでいたことに由来し、町名とするにあたって「杁」に代えて「入」を当てたものである。
かつては水田地帯だったが、1961年に現在の愛知県道59号名古屋中環状線が開通、1970年に名古屋市道東海橋線が拡幅され、工場や倉庫が進出した。また、1975年に県営当知東住宅が建設されるなど宅地化も進行した。
入場町は周辺の町丁の設置により町域を変更しており、1961年3月28日に一部が川西通、1968年3月26日に一部が小碓二丁目と正保町の各一部となっている。
1982年6月13日に入場一丁目と入場二丁目が設けられた。一丁目は小碓二丁目、入場町、当知町、寛政町の各一部、二丁目は善進町、当知町、寛政町の各一部による。北端は名古屋市道東海橋線、西端は愛知県道59号名古屋第二環状線とされた。これにより入場町は荒子川沿い、東海通の南側の僅かな部分のみとなった。

## 世帯数と人口
2019年（平成31年）3月1日現在の世帯数と人口は以下の通りである。
| 町丁・丁目 | 世帯数    | 人口    |
| ---------- | --------- | ------- |
| 入場町     | 12世帯    | 25人    |
| 入場一丁目 | 707世帯   | 1,670人 |
| 入場二丁目 | 616世帯   | 1,304人 |
| 計         | 1,335世帯 | 2,999人 |

### 人口の変遷
国勢調査による人口の推移
| 1995年（平成7年）  | 2,886人 | [ 14 ] |  |
| 2000年（平成12年） | 2,932人 | [ 15 ] |  |
| 2005年（平成17年） | 3,108人 | [ 16 ] |  |
| 2010年（平成22年） | 3,219人 | [ 17 ] |  |
| 2015年（平成27年） | 3,146人 | [ 18 ] |  |

## 学区
市立小・中学校に通う場合、学校等は以下の通りとなる。また、公立高等学校に通う場合の学区は以下の通りとなる。なお、小・中学校は学校選択制度を導入しておらず、番毎で各学校に指定されている。
| 町丁・丁目 | 小学校               | 中学校               | 高等学校 |
| ---------- | -------------------- | -------------------- | -------- |
| 入場町     | 名古屋市立小碓小学校 | 名古屋市立港北中学校 | 尾張学区 |
| 入場一丁目 | 名古屋市立当知小学校 | 名古屋市立当知中学校 | 尾張学区 |
| 入場二丁目 | 名古屋市立当知小学校 | 名古屋市立当知中学校 | 尾張学区 |

## その他

### 日本郵便
- 集配担当する郵便局は以下の通りである[21]。

| 町丁   | 郵便番号 | 郵便局         |
| ------ | -------- | -------------- |
| 入場   | 455-0803 | 名古屋港郵便局 |
| 入場町 | 455-0802 | 名古屋港郵便局 |